# マクドナルド・ランチ・ハウス
マクドナルド・ランチ・ハウス（McDonald Ranch House、マクドナルド牧場の家）は、ニューメキシコ州ソコロ郡にある歴史的建造物である。1945年7月13日、世界初の核実験であるトリニティ実験で使用された原子爆弾「ガジェット」がこの中で組み立てられた。

## 初期の歴史
マクドナルド・ランチ・ハウスは、26メートル（85フィート）四方の低い石壁に囲まれている。1913年にドイツ移民のフランツ・シュミットによって建てられた。シュミットは、ここから1マイル離れた場所に家を構えていたが、1912年に焼失していた。1930年代にマクドナルド家がこの牧場を購入した。マクドナルド家は、1870年代後半から1880年代初頭にこの地域に移り住んでいた。マクドナルド家は、北側に増築を行った。
この家は平屋で、床面積は163平方メートルである。塗装を施したアドベで建てられ、その上に漆喰および塗装が施されている。西側には、氷の貯蔵庫と、屋根から流れる雨水を貯める地下の貯水槽がある。かつては、北側の増築部分にトイレと浴室があり、その排水は家の北西にある浄化槽に流されていた。東側には、風車と大きな分割式の貯水槽がある。後述するトリニティ実験中には、この貯水槽が科学者や支援スタッフたちによってプールとして使用されていた。風車の南側には、ガレージとして使われた納屋とトリニティ実験時の宿舎の跡がある。更に東には、家畜を飼うための柵と小屋がある。家の東側の建物や備品は、さらなる劣化を防ぐために補強されている。
1942年、一帯の土地は第二次世界大戦中の爆撃機乗組員の訓練施設であるアラモゴード爆撃・砲撃練習場の一部としてアメリカ陸軍により接収され、牧場主たちは退去を命じられた。地主たちの選択肢は、和解を受け入れるか裁判をするかのいずれかであり、立ち退きを拒否することはできなかった。マクドナルド家は裁判を選び、6万ドルの賠償金を獲得して立ち退いた。

## マンハッタン計画

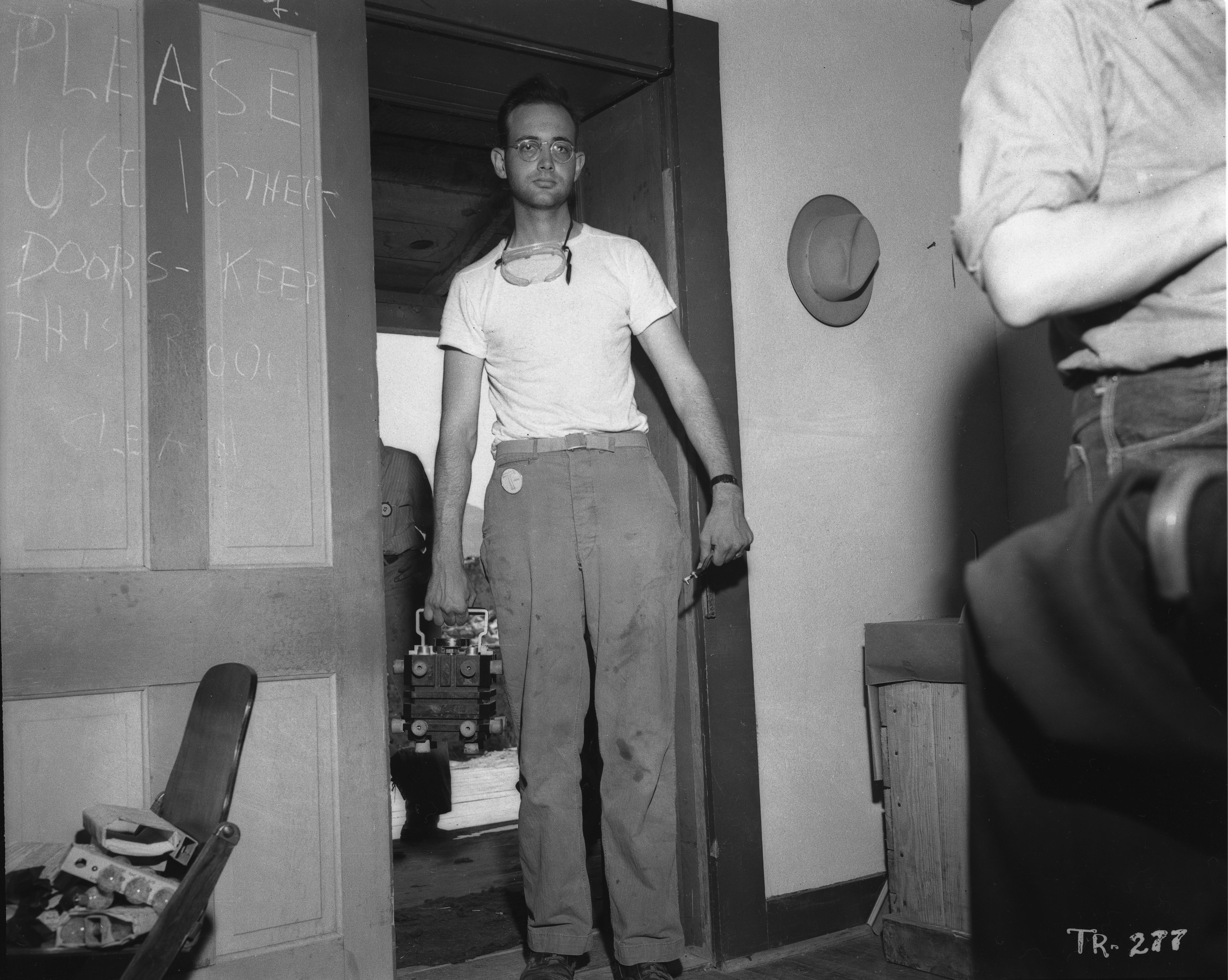
原子爆弾用のプルトニウムが入った衝撃吸収ケースを運ぶハーバート・レアー軍曹。この地域の夏の酷暑に対応するためにラフな格好をしている。

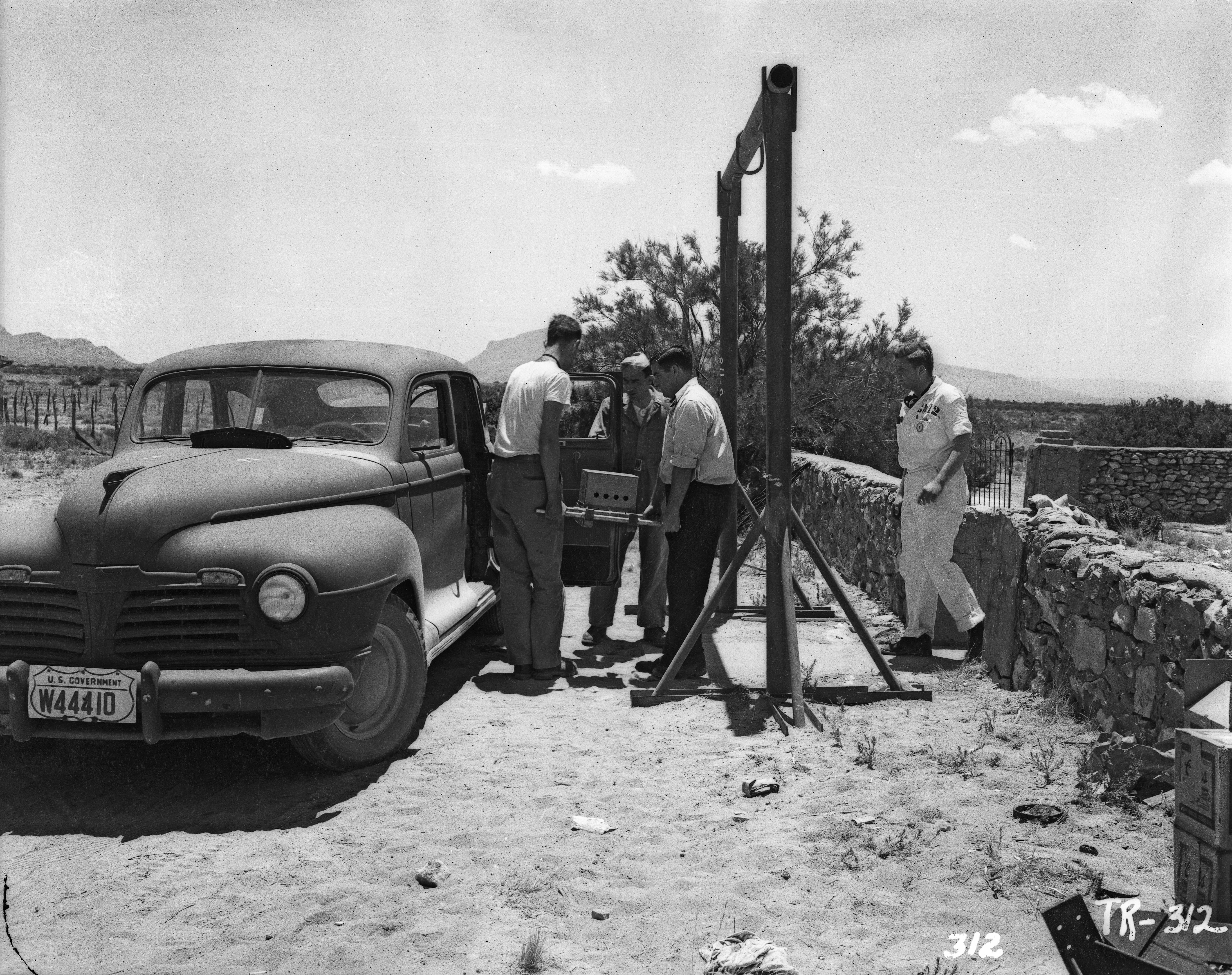
マクドナルド牧場から試験場へ輸送するために原爆の部品を積み込む様子。

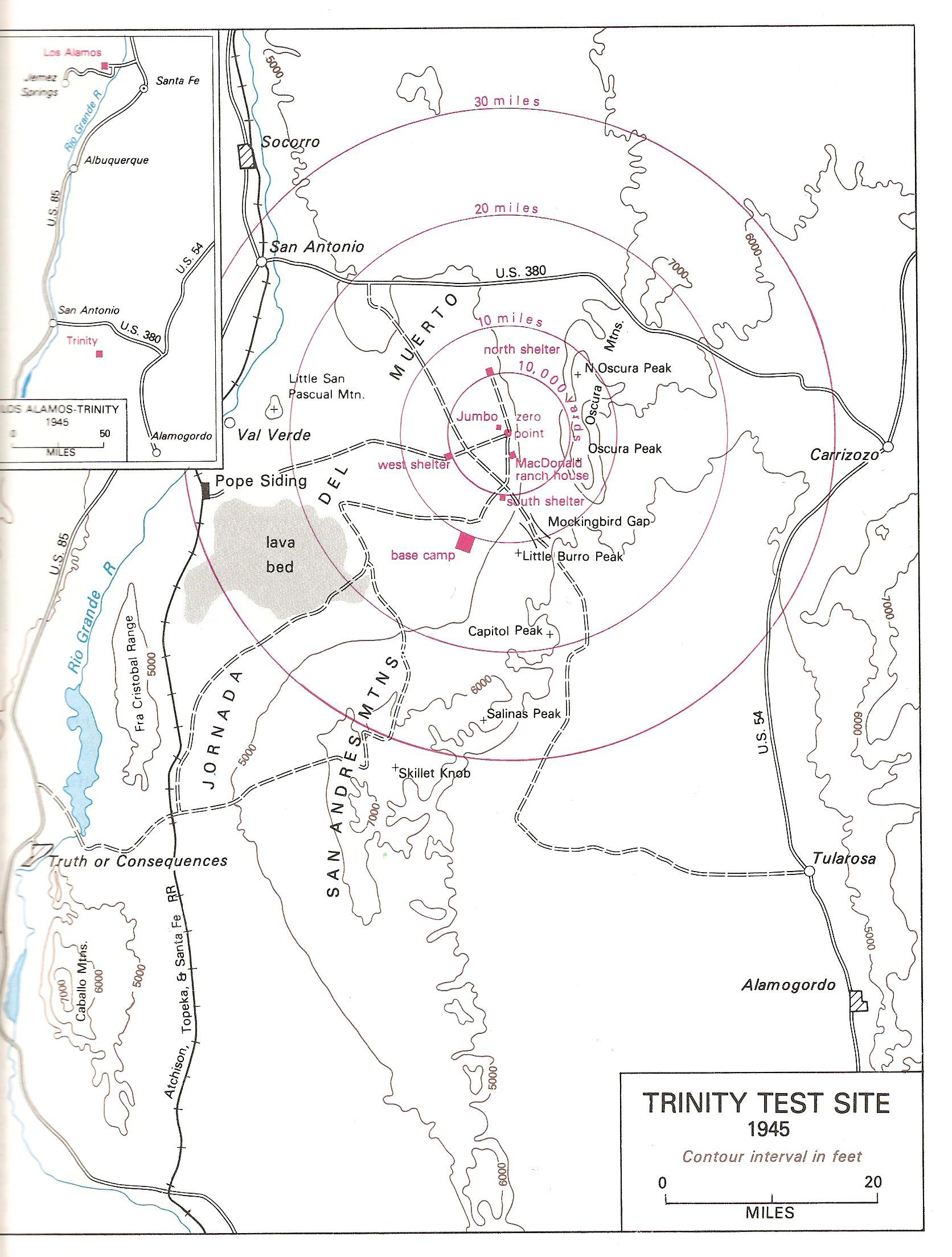
トリニティ実験場の地図。爆心地（zero point）のすぐ下にマクドナルド・ランチ・ハウスが書かれている。

マクドナルド家が退去した後のこの家は空き家となった。1945年にマンハッタン計画の支援スタッフがこの家に到着し、主寝室だった北東の部屋を原爆の組み立て室に指定した。作業台とテーブルが持ち込まれ、機器や工具に埃や砂が入らないようにするために、窓はシートで覆われた。シートの端はテープで固定され、ドアや壁の隙間もテープで塞がれた。
1945年7月11日、トリニティ実験のための原子爆弾「ガジェット」のピットに使用するプルトニウムがマクドナルド・ランチ・ハウスに到着した。マンハッタン計画の現場責任者であるトーマス・ファーレル准将がそれを受け取り、ピット組み立てチームの責任者であるルイス・スローティンに手渡した。原子爆弾の動作部品は7月13日に組み立て室で組み立てられた。その翌日、原子爆弾が実験塔の上部へ引き揚げられた。7月16日、世界初の核爆発実験「トリニティ実験」が行われた。この実験で使用された原爆「ガジェット」は、後に長崎市に投下された「ファットマン」と同型のものだった。
マクドナルド・ランチ・ハウスは爆心地から約3キロメートル離れており、爆風により家の窓の大半が吹き飛ばされたが、建物の構造に大きな損傷はなかった。その後放置されたことにより、屋根からの雨水が室内に侵入して建物の劣化が進行した。納屋は屋根が爆風で内側に曲がり、一部の屋根材が吹き飛ばされ、その後崩壊した。

## 1960年代から1980年代
1965年12月21日、マクドナルド・ランチ・ハウスのあるトリニティ実験場がアメリカ合衆国国定歴史建造物地区に指定された。1966年10月15日、マクドナルド・ランチ・ハウスがアメリカ合衆国国家歴史登録財に指定された。
マクドナルド家は、戦後に牧場が返還されることを期待していたが、実現しなかった。1970年代、陸軍はマクドナルド牧場があった土地の返還は行わないと発表した。1982年、マクドナルド家のデイブ・マクドナルドとその姪のメアリーは、接収が解除されないことに抗議して、武装してこの家を占拠した。
この家は1982年まで空き家として放置され、劣化が進んでいた。トリニティ実験場を管理するホワイトサンズ・ミサイル実験場の司令官であるナイルス・フルワイラー少将は、この家のさらなる劣化を防ぐための構造の安定化を命じた。それからすぐに、フルワイラーは陸軍とエネルギー省から資金を調達し、国立公園局に対し、1945年7月12日時点の姿に復元するよう依頼した。修復作業は1984年に完了した。
フルワイラーは、修復作業についての記録を収めたタイムカプセルを家の前に埋めた。このタイムカプセルは25年後の2009年10月3日の一般公開の日に開封された。収納されていた品は、現在は家の中に展示されている。フルワイラーは、タイムカプセルに入れる自身の写真の裏に次のように記していた。
2009年の皆さんへ。私は、1982年にホワイトサンズ・ミサイル実験場に着任したとき、マクドナルド・ランチ・ハウスの修復プロジェクトの指揮に取り掛かりました。この修復のきっかけとなれたことは、私にとって大きな栄誉です。修復完了直後に亡くなったアル・ジョンソンさんのおかげです。この建物は、この非常に歴史のある地域における、非常に歴史的な建造物です。皆さんが、そしてその後の世代の皆さんが、私達がしたことを評価してくださることを願っています。大切にしてください。これは私達の遺産の一部です。

## 公開
長年にわたり、この家は4月と10月の第1土曜日に一般公開されていた。入場料は無料である。家の中には、最初にこの家を建てたシュミット家に関する展示がある。2014年、ホワイトサンズ・ミサイル実験場の予算の制約により、4月第1土曜日の年1回のみの公開とすると発表された。翌2015年、この決定は覆され、従来通りの年2回の公開となった。2022年現在、4月第1土曜日と10月第3土曜日に一般公開されている。